# Andraž Šporar
Andraž Šporar (* 27. Februar 1994 in Ljubljana) ist ein slowenischer Fußballspieler. Er ist Nationalspieler seines Landes.

## Karriere

### Vereine

#### Ljubljana
Šporar begann mit dem Fußballspielen bei den Junioren NK Olimpija Ljubljana und MNK Ljubljana. Er wechselte 2009 zu den Junioren bei Interblock Ljubljana. In der Saison spielte er in der Ersten Mannschaft in der zweiten slowenischen Liga. Im Juli 2012 ging der Mittelstürmer zu Olimpija Ljubljana. In der Saison 2015 war er Mannschaftskapitän und erzielte in 18 Spielen 17 Tore. Obwohl er nur 18 von 36 möglichen Ligaspielen bestritt, wurde er mit diesen 17 Toren zusammen mit zwei anderen Spielen Torschützenkönig der slowenischen Liga.

#### FC Basel
Anfang Dezember 2015 unterschrieb Šporar beim FC Basel einen Vierjahresvertrag mit Gültigkeit ab dem 1. Januar 2016. Er erhielt die Rückennummer 9. Sein Super-League-Debüt gab er am 14. Februar 2016 beim 4:0-Auswärtssieg gegen den Grasshopper Club Zürich als Einwechselspieler. Šporar verletzte sich beim Aufwärmen vor dem Spiel gegen die AS Saint-Étienne am 18. Februar 2016. Er wurde operiert und verpasste den Rest der Saison. Durch das eine Spiel in dieser Saison unter Trainer Urs Fischer ist Šporar dennoch in der Saison 2015/16 Schweizer Meister mit dem FCB. Auch die Saison 2016/17 endet mit dem Gewinn der Schweizer Meisterschaft durch Basel. Zugleich wurde er in dieser Saison auch Schweizer Cupsieger und gewann somit das Double.

#### Arminia Bielefeld
Zur Saison 2017/18 wurde Šporar an den deutschen Zweitligisten Arminia Bielefeld verliehen. Am 29. Juli 2017 gab er am ersten Spieltag gegen den SSV Jahn Regensburg mit seiner Einwechslung in der 71. Minute für Andreas Voglsammer sein Debüt und erzielte in der Nachspielzeit mit dem 2:1-Siegtreffer sein erstes Tor für die Arminia. Nach zehn Spielen und zwei Toren für die Bielefelder wurde das Leihgeschäft während der Winterpause 2017/18 vorzeitig beendet.

#### ŠK Slovan Bratislava
Am 3. Januar 2018 verließ Šporar den FC Basel und unterschrieb einen bis 2021 gültigen Vertrag beim in der höchsten slowakischen Spielklasse aktiven Verein ŠK Slovan Bratislava. Hier wurde er in der Saison 2017/18 slowakischer Pokalsieger und in der Saison 2018/19 slowakischer Meister. In dieser Saison wurde er auch Torschützenkönig der slowakischen Liga.

#### Sporting Lissabon und Ausleihen
Mitte Januar 2020 wechselte er nach Sporting Lissabon und unterschrieb dort einen Vertrag über fünf Jahre. Nach 29 Ligaeinsätzen wechselte er im Februar 2021 auf Leihbasis für den Rest der Saison zu Sporting Braga. Dort kam er auf 16 von 19 möglichen Ligaspielen, in denen er drei Tore schoss, drei Pokalspiele und zwei Spiele in der Europa League. Dabei gewann er den portugiesischen Pokal.
In der neuen Saison 2021/22 war er wieder im Kader von Lissabon, wurde aber nicht eingesetzt. Ende August 2021 erfolgte eine erneute Ausleihe, diesmal zum englischen Zweitligisten FC Middlesbrough. Hier kam er auf 35 von 41 möglichen Ligaspielen, in denen er acht Tore schoss, sowie zwei Pokalspiele.

#### Wechsel nach Griechenland und Türkei
Ende Juli 2022 wechselte er zum griechischen Erstligisten Panathinaikos Athen, bei dem er einen Vertrag mit einer Laufzeit bis zum Ende der Saison 2025/26 unterschrieb. In seiner ersten Saison dort wurde er bei 32 von 36 möglichen Ligaspielen eingesetzt, in denen er acht Tore schoss, drei Pokalspiele mit einem Tor sowie zwei Spiele in der Qualifikation zur Conference League mit einem Tor. In der nächsten Saison waren es 27 von 36 möglichen Ligaspielen mit acht Toren, vier Pokalspielen mit einem Tor und 12 Spielen im Europapokal mit vier Toren. Šporar wurde in dieser Saison mit Athen griechischer Pokalsieger.
In der Saison 2024/25 waren es nur vier von 22 möglichen Ligaspielen sowie fünf Spielen im Europapokal. Ab Mitte Oktober 2024 wurde er mit Ausnahme einer Spiels, bei dem er kurz vor dem Ende eingewechselt wurde, nicht mehr eingesetzt. 
Mitte Februar 2025 wechselt er zum türkischen Erstligisten Alanyaspor, bei dem er einen Vertrag bis zum Ende der Saison 2026/27 unterschrieb.

### Nationalmannschaft
Von 2011 bis 2016 absolvierte Šporar 38 Spiele für die slowenische U-18-, U-19-, U-20- und U-21-Nationalmannschaft und erzielte dabei insgesamt elf Tore. Seit 2016 spielt er für die slowenische A-Nationalmannschaft. Dabei gehörte er zum slowenischen Kader bei der Europameisterschaft 2024 und wurde dort in allen drei Gruppenspielen sowie dem im Elfmeterschießen verlorenen Achtelfinale eingesetzt. Zu einer Weltmeisterschaft qualifizierte sich Slowenien bisher mit ihm nicht.

## Titel und Erfolge
NK Olimpija Ljubljana
- Torschützenkönig der slowenischen Liga: 2015/16 mit 17 Toren (torgleich mit zwei weiteren Spielern)

FC Basel
- Schweizer Meister: 2016, 2017
- Schweizer Pokalsieger: 2017

ŠK Slovan Bratislava
- Slowakischer Meister: 2019
- Slowakischer Pokalsieger: 2018
- Torschützenkönig der slowakischen Liga: 2019 mit 29 Toren

Sporting Braga
- Portugiesischer Pokalsieger: 2020/21

Panathinaikos Athen
- Griechischer Pokalsieger: 2024